# Pretty Vacant
«Pretty Vacant» es una canción y tercer sencillo del grupo musical de punk rock británico Sex Pistols. El sencillo se publicó el 1 de julio de 1977. Supuso la primera aparición del grupo en el programa musical británico Top of the Pops. Según Glen Matlock, el riff está inspirado en la canción «SOS» de ABBA. 
El lado B es una versión de la canción del grupo musical The Stooges, titulada «No Fun» que grabaron sin ensayos previos.
La revista The New Musical Express lo posicionó como sencillo del año en 1977. En marzo de 2005, la revista Q lo colocó en el puesto número veintiséis de su lista de las cien mejores pistas de guitarra.
La canción aparece en la película de Ralph Bakshi de 1981, American Pop.
«Pretty Vacant» se utilizó en una banda sonora de la comedia televisiva de 1994 llamada The Vacant Lot.
Joey Ramone usó el riff principal para su canción «What a Wonderful World», y The Clash hizo lo suyo con «I'm So Bored with the USA», el grupo argentino Los Violadores también lo uso en su canción «Extraña sensación».
El grupo de pop surafricano, Shikisha también hizo una versión de la canción en 1996.
El grupo francés Les Négresses Vertes y el MC Lady Sovereign también han versionado «Pretty Vacant». La versión de Lady Sovereign aparece en la serie televisiva, The OC y aparece en la banda sonora Music from the OC: Mix 6.